# Nowa Tuchorza
Nowa Tuchorza (prononciation : [ˈnɔva tuˈxɔʐa]) est un village polonais de la gmina de Siedlec dans le powiat de Wolsztyn de la voïvodie de Grande-Pologne dans le centre-ouest de la Pologne.
Il se situe à environ 11 kilomètres au nord-est de Siedlec (siège de la gmina), à 12 kilomètres au nord de Wolsztyn (siège de la gmina et du powiat) et à 61 kilomètres à l'ouest de Poznań (capitale régionale).

## Histoire
De 1975 à 1998, le village faisait partie du territoire de la voïvodie de Zielona Góra.

Depuis 1999, Nowa Tuchorza est situé dans la voïvodie de Grande-Pologne.
Le village possède une population de 157 habitants en 2014.